# مهاتما گاندی
مهانداس کارامچاند گاندی (انگلیسی: Mohandas Karamchand Gandhi؛ ۲ اکتبر ۱۸۶۹ – ۳۰ ژانویهٔ ۱۹۴۸) حقوق‌دان، ملی‌گرای ضد استعمارگری و اخلاق‌شناس سیاسی اهل هند بود که با هدف رهبری جنبش موفق استقلال‌طلبی هند از راج بریتانیا، عمل مقاومت بدون خشونت را به کار گرفت. او الهام‌بخش جنبش‌های حقوق مدنی و آزادی در سراسر جهان بود. عنوان افتخاری مهاتما (Mahātmā؛ از زبان سانسکریت: «بزرگ‌روح، ارجمند»)، که نخستین بار سال ۱۹۱۴ در آفریقای جنوبی برای او به کار رفت، اکنون در سراسر جهان استفاده می‌شود.
گاندی در خانواده‌ای هندو در گجرات به دنیا آمد و بزرگ شد. در لندن در زمینه حقوق آموزش دید و در ژوئن ۱۸۹۱، در ۲۲ سالگی به سمت وکالت پذیرفته شد. پس از دو سال نامعلوم در هند که نتوانست وکالت موفقی را آغاز کند، در ۱۸۹۳ به نمایندگی از یک تاجر هندی در یک دعوای قضایی به آفریقای جنوبی رفت. او  ۲۱ سال در آفریقای جنوبی زندگی کرد. در اینجا گاندی خانواده‌ای تشکیل داد و نخستین بار از مفهوم مقاومت بدون خشونت در جنبش حقوق مدنی آگاه شد. در ۱۹۱۵، گاندی ۴۵ ساله به هند بازگشت و خیلی زود دست به سازماندهی دهقانان، کشاورزان و کارگران شهری زد تا علیه مالیات ارضی بیش از حد و تبعیض اعتراض کنند.
گاندی در سال ۱۹۲۱ رهبری کنگره ملی هند را به عهده گرفت و جنبش‌های سراسری کاهش فقر، گسترش حقوق زنان، ایجاد دوستی مذهبی و قومی، پایان دادن به نجس‌ها، و مهم‌تر از همه، دستیابی به خودمختاری را رهبری کرد. او شروع به زندگی در یک جامعه مسکونی خودکفا، خوردن غذای ساده و گرفتن روزه‌های طولانی به‌عنوان روشی هم برای درون‌نگری و هم اعتراض سیاسی کرد. گاندی با آوردن ملی‌گرایی ضد استعماری، مردم هند را در به چالش کشیدن مالیات بر نمک تحمیل‌شده از سوی بریتانیا با رژه نمک به طول ۴۰۰ کیلومتر در سال ۱۹۳۰ و در فراخوان برای بریتانیایی‌ها به‌منظور ترک هند در سال ۱۹۴۲ رهبری کرد. او بارها و سال‌ها هم در آفریقای جنوبی و هم در هند زندانی شد.
دیدگاه گاندی از هندِ مستقل که مبتنی بر کثرت‌گرایی دینی بود، در اوایل دههٔ ۱۹۴۰ توسط نوعی ملی‌گرایی مسلمان به چالش کشیده شد که خواستار سرزمینی جداگانه برای مسلمانان در هندِ بریتانیا بود. در اوت ۱۹۴۷، بریتانیا استقلال خود را اعلام کرد، اما قلمرو امپراتوری بریتانیا به دو قلمرو تقسیم شد: هند با اکثریت هندو و پاکستان با اکثریت مسلمان. همان‌طور که بسیاری از هندوها، مسلمانان و سیک‌های آواره به سرزمین‌های جدید خود راه یافتند، خشونت‌های مذهبی به‌ویژه در پنجاب و بنگال آغاز شد. گاندی با پرهیز از جشن رسمی استقلال، از مناطق آسیب‌دیده بازدید کرد و تلاش کرد تا آشفتگی را آرام کند. در ماه‌های بعد، او چند بار برای توقف خشونت مذهبی اعتصاب غذا کرد. آخرین مورد، سال ۱۹۴۸ در دهلی که او ۷۸ سال داشت آغاز شد. این باور که گاندی در دفاع از مسلمانان پاکستان و هند بیش از حد مصمم بوده‌است در میان برخی از هندوهای هند گسترش یافت. در میان این افراد، ناتورام گودسه، یک ملی‌گرای هندو مبارز اهل پونه، در غرب هند بود که ژانویهٔ ۱۹۴۸ گاندی را با شلیک سه گلوله به سینه‌اش ترور کرد.
زادروز گاندی، ۲ اکتبر، در هند به‌عنوان گاندی جایانتی (یک تعطیلات ملی)، و در سراسر جهان به‌عنوان روز بین‌المللی پرهیز از خشونت گرامی داشته می‌شود. گاندی را پدر ملت در دوران پس از استعمار هند می‌دانند. در طول جنبش ملی‌گرایانه هند و در چندین دهه بلافاصله پس از آن، معمولاً او را باپو می‌نامیدند (واژه محبت‌آمیز گجراتی برای «پدر»).

## مقدمه
از زمانی که وی مسئولیت رهبری نبرد برای آزادی و کنگره ملی هند در سال ۱۹۱۸ (۱۲۹۶) را به عهده گرفت، به عنوان نمادی ملی شناخته شد و میلیون‌ها نفر از مردم او را با لقب مهاتما یا روح بزرگ یاد می‌کردند. هر چند که او از القاب افتخارآمیز بیزار بود ولی امروز هم همگی او را با نام مهاتما گاندی می‌شناسند. حتی بسیاری او را به عنوان یکی از بزرگ‌ترین رهبران تاریخ تلقی می‌کنند. مردم هند از او با عنوان پدر ملت یا باپو (در هندی به معنای پدر) یاد می‌کنند. زادروز وی در هند به عنوان یک روز تعطیل ملی است و گاندی جایانتی نام دارد.
گاندی توانست با استفاده از شیوهٔ ضد خشونت، نافرمانی مدنی استقلال هند را از بریتانیا بگیرد و در نهایت دست امپراتوری بریتانیا را از هند کوتاه کند. شیوهٔ مقاومت آرام وی به مستعمرات دیگر هم نفوذ کرده و آن‌ها را در راه استقلال میهن خود تشویق می‌کرد. اصل ساتیاگراهای گاندی روی بسیاری از فعالان آزادی‌خواه نظیر دکتر مارتین لوترکینگ، تنزین گیاتسو، لخ والسا، استفان بیکو، آنگ سان سو چی و نلسون ماندلا تأثیر گذاشت. البته همهٔ این رهبران نتوانستند کاملاً به اصل سخت ضد خشونت و ضدمقاومت وی وفادار بمانند.
گاندی همیشه می‌گفت که اصول او ساده هستند و از باورهای سنتی هندو به نام‌های ساتیا (حقیقت) و آهیمسا (ضد خشونت) گرفته شده‌اند. او می‌گفت «من چیز جدیدی ندارم که به دنیا یاد بدهم، حقیقت و ضد خشونت بودن همسن کوه‌ها هستند».

## دوران کودکی تا جوانی

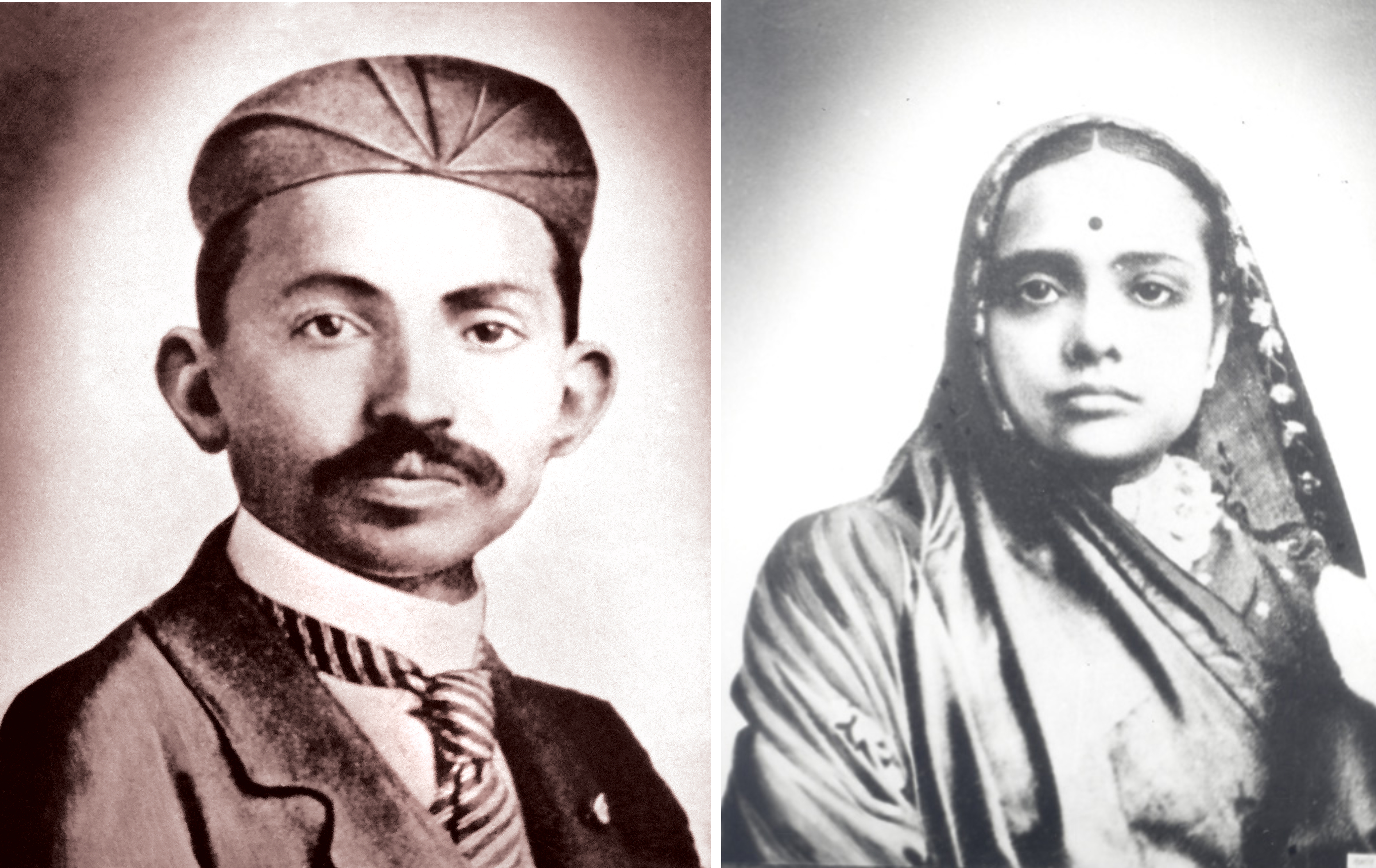
گاندی و همسرش کستوربا (۱۹۰۲میلادی)

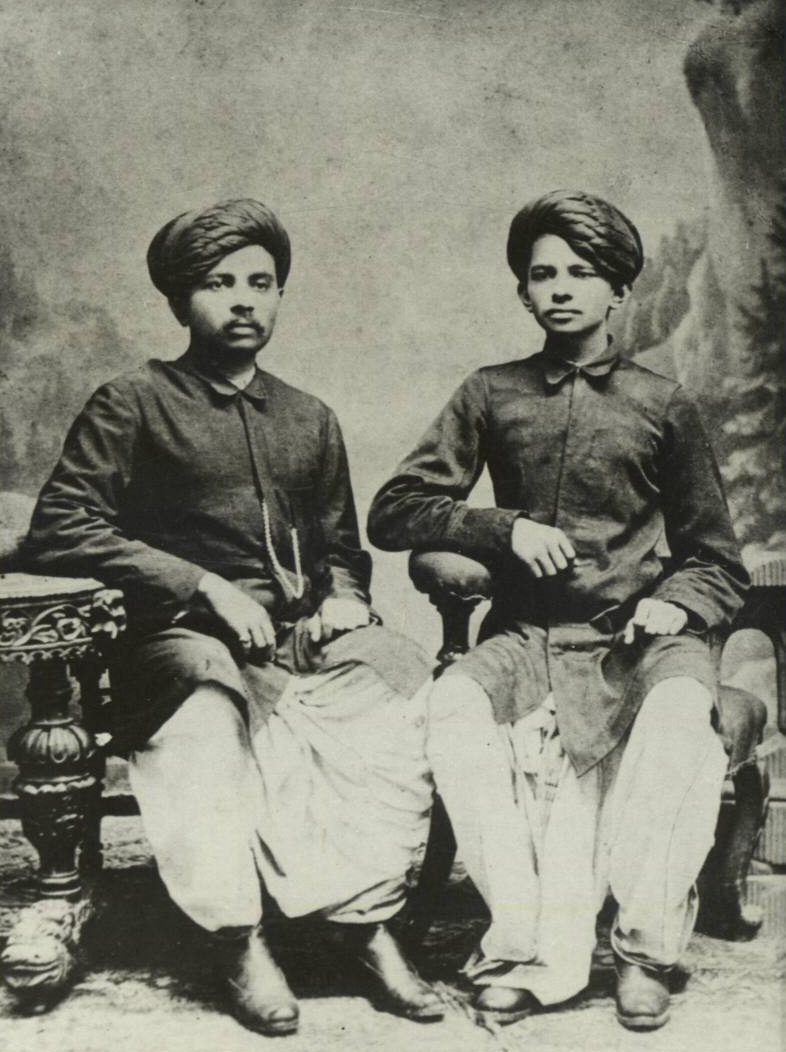
گاندی (راست) و برادر کوچکش ۱۸۸۶ میلادی

«مهاتما گاندی» در سال ۱۸۶۹ میلادی در یک خانواده هندو در گجرات هند متولد شد. گاندی در آغوش مادری فداکار رشد کرد و از تأثیرات جائین گجرات، رنگ و شکل گرفت. او از همان سنین کودکی با مرام آسیب نرساندن به موجودات زنده خو گرفت و به گیاهخواری، روزه‌داری (برای خودسازی و خالص نمودن خویش) و زندگی توأم با گذشت اعضای فِرق و مذاهب مختلف کوشش ورزید. خانواده او از طبقه «وایشا» یا تجار هندی بودند.
در ماه مه ۱۸۸۳ میلادی درحالی‌که ۱۳ سال داشت با دختری هم‌سن خود ازدواج کرد؛ والدینش هر دو آن‌ها را اداره می‌کردند (همسرش کاستوربا یا کستوربا نام داشت که وی را «با» صدا می‌زدند).

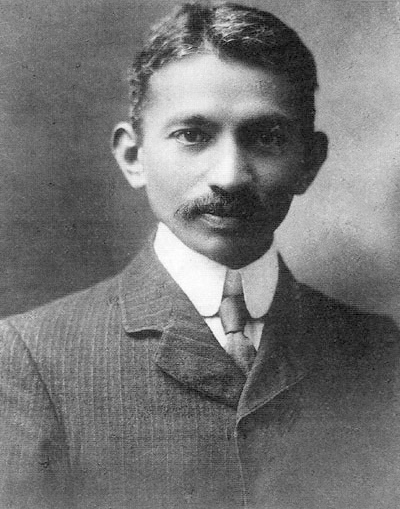
گاندی در آفریقای جنوبی۱۹۰۹ میلادی

در آن زمان در لندن پایتخت یک کشور امپریالیستی زندگی سختی را می‌گذراند، چرا که برای مادرش سوگند یاد کرده بود از خوردن گوشت، الکل و لاقیدی جنسی احتراز کند. اگرچه تلاش می‌کرد آداب و سنن «انگلیسی» را بیاموزد ــ و مثلاً به کلاس آموزش رقص برود ــ ولی هرگز خود را به خوردن گوشت راضی نکرد، اما سیر کردن خود با کلم و گیاهان دیگر هم در آن کشور ساده نبود. زن صاحب‌خانه او را به یک رستوران خام‌خواری راهنمایی کرد.
به انجمن خام‌خواران پیوست و حتی به عضویت کمیتهٔ آن درآمد و یک مقر محلی نیز برای آن انجمن دایر کرد. بعدها این تجربیات گران‌بهای خود را در امر سازماندهی مؤسسات به کار گرفت. برخی از همقطاران گیاه‌خوار و خام‌خوار او عضو انجمن فلاسفهٔ الهیات بودند که در سال ۱۸۷۵ میلادی تأسیس شده بود و هدف ترویج برادری جهانی را دنبال می‌کرد و به مطالعهٔ بوداگرایی و ادبیات هندو برهمنی می‌پرداخت. آنان گاندی را تشویق کردند تا به مطالعهٔ «باگاوادگیتا» بپردازد. وقتی به هند بازگشت، در امر وکالت در بمبئی موفقیت چندانی نداشت و لذا به شغل پاره‌وقت تدریس در یک دبیرستان روی آورد. پس از مدتی به راجکوت بازگشت و به عریضه‌نویسی برای شاکیان مشغول شد؛ ولی مجوز این کار را به او ندادند و مجبور شد کارش را تعطیل کند.

## فعالیت مدنی در آفریقای جنوبی (۱۸۹۳–۱۹۱۴)

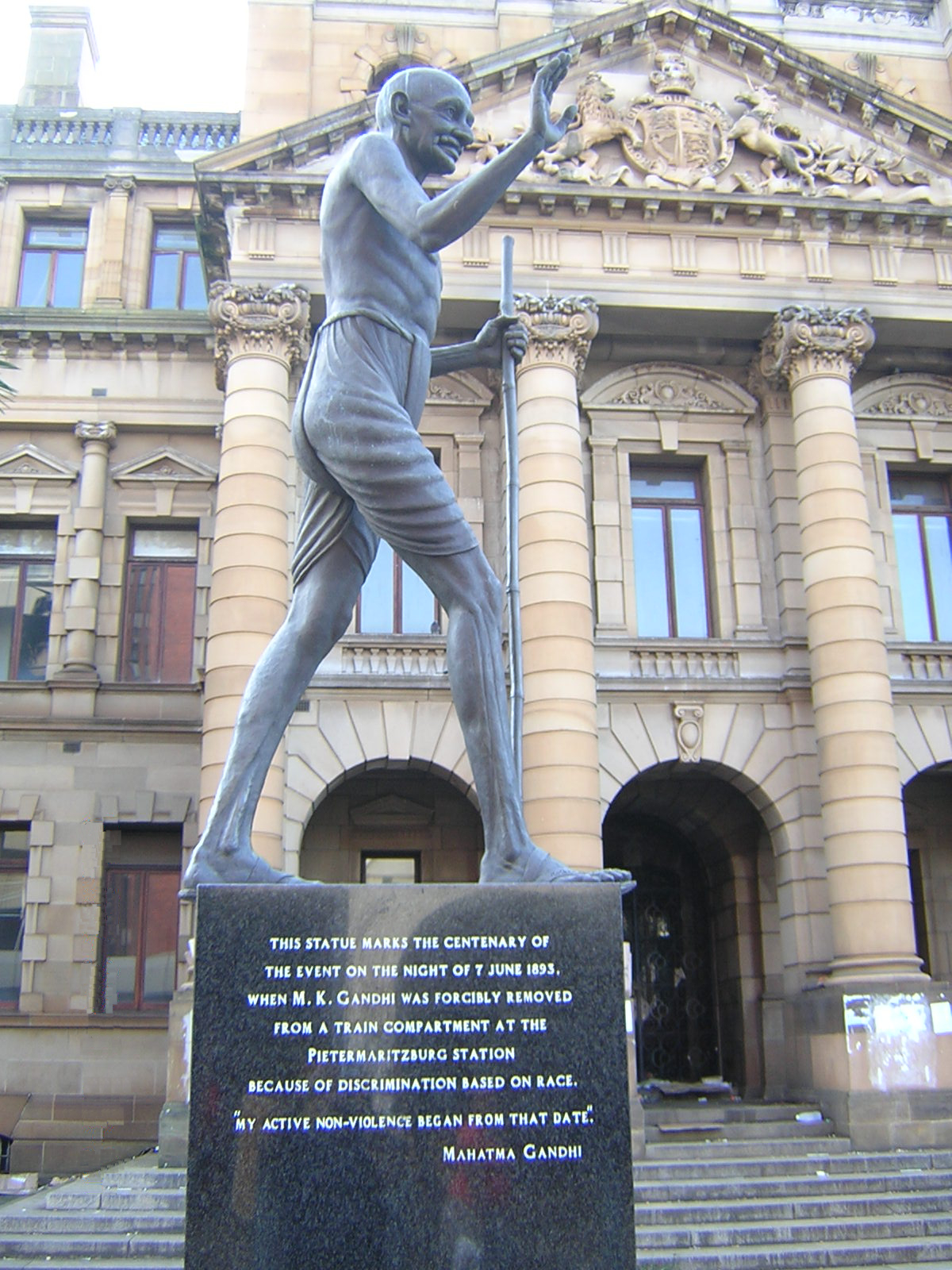
این مجسمه برنزی گاندی به مناسبت صدمین سالگرد رویداد در ایستگاه راه‌آهن پیتزبورگ توسط اسقف اعظم دزموند توتو در خیابان کلیسای پتزبورگ در ژوئن ۱۹۹۳ رونمایی شد

در آوریل ۱۸۹۳، گاندی ۲۳ ساله، به عنوان وکیل پسر عموی عبدالله راهی آفریقای جنوبی شد. وی ۲۱ سال را در آفریقای جنوبی گذراند و در آنجا دیدگاه‌های سیاسی و اخلاقی خود را رشد داد.
بلافاصله پس از ورود به آفریقای جنوبی، گاندی به دلیل رنگ پوستش و سنت‌های نهادینه شده، مانند همه رنگین پوستان با تبعیض روبرو شد. به او اجازه نشستن با مسافران اروپایی در روی صحنه را ندادند و به او گفتند که در نزدیکی راننده روی زمین بنشیند، اما وقتی او امتناع کرد، او را کتک زدند. در جای دیگر او را بابت این که جرئت کرده بود در نزدیکی خانه ای قدم بزند با لگد به جوب آب انداختند، در نمونه‌ای دیگر پس از امتناع از ترک واگن فرست کلس، او را از قطار در پیترماریتسبرگ بیرون انداختند. او در ایستگاه قطار نشست، تمام شب لرزید و در فکر اینکه آیا باید به هند برگردد یا برای حقوق خود اعتراض کند غرق شد. او اعتراض را انتخاب کرد و روز بعد اجازه سوار شدن به قطار را گرفت. در حادثه ای دیگر، قاضی دادگاه دوربان به گاندی دستور داد تا عمامه خود را بردارد، که وی از انجام این کار خودداری کرد. هندی‌ها در آفریقای جنوبی مجاز به قدم زدن در مسیرهای پیاده‌روی عمومی نبودند. مأمور پلیس گاندی را از مسیر پیاده‌روی خیابان بدون اخطار با لگد بیرون انداخت.
به گفته هرمان، وقتی گاندی به آفریقای جنوبی رسید، او خود را «اول بریتانیایی، و دوم هندی» تصور کرد. با این حال، پیش‌داوری که گاندی نسبت به خود و همنوعان هندی‌اش از مردم انگلیس تجربه و مشاهده کرد، او را به شدت آزار داد. وی چنین چیزی را حقارت‌بار می‌دید و تلاش می‌کرد تا بفهمد که چگونه برخی از مردم می‌توانند برای چنین رفتارهای غیرانسانی احساس افتخار یا برتری یا لذت کنند. گاندی شروع به زیر سؤال بردن وضعیت مردم خود در امپراتوری انگلیس کرد.
پرونده عبدالله که وی را به آفریقای جنوبی آورده بود در ماه مه ۱۸۹۴ میلادی به پایان رسید و جامعه هند هنگام آماده شدن برای بازگشتش یک مهمانی خداحافظی برای گاندی ترتیب دادند. با این حال، یک پیشنهاد تبعیض آمیز جدید دولت ناتال منجر به تمدید مدت اصلی اقامت گاندی در آفریقای جنوبی شد. وی قصد داشت در مخالفت با لایحه ای برای سلب حق رأی از هندی‌ها برآید. وی از جوزف چمبرلین، وزیر مستعمرات انگلیس خواست تا از موضع خود در مورد این لایحه کوتاه آید. مبارزات وی اگرچه نتوانست تصویب این لایحه را متوقف کند اما کمپینش در جلب توجه افکار عمومی به شکایات هندی‌ها در آفریقای جنوبی موفق بود. وی در تأسیس کنگره هندوستان ناتال در سال ۱۸۹۴ میلادی نقش ایفا کرد و از طریق این سازمان، جامعه هندی آفریقای جنوبی را به یک نیروی سیاسی متحد تبدیل کرد. در ژانویه ۱۸۹۷ میلادی، هنگامی که گاندی به دوربان رسید، گروهی از شهرک‌نشینان سفید به او حمله کردند و وی تنها با تلاش همسر رئیس پلیس از مهلکه گریخت. با این حال، او حاضر نشد علیه هر یک از ضاربان اقامه شکوائیه کند.

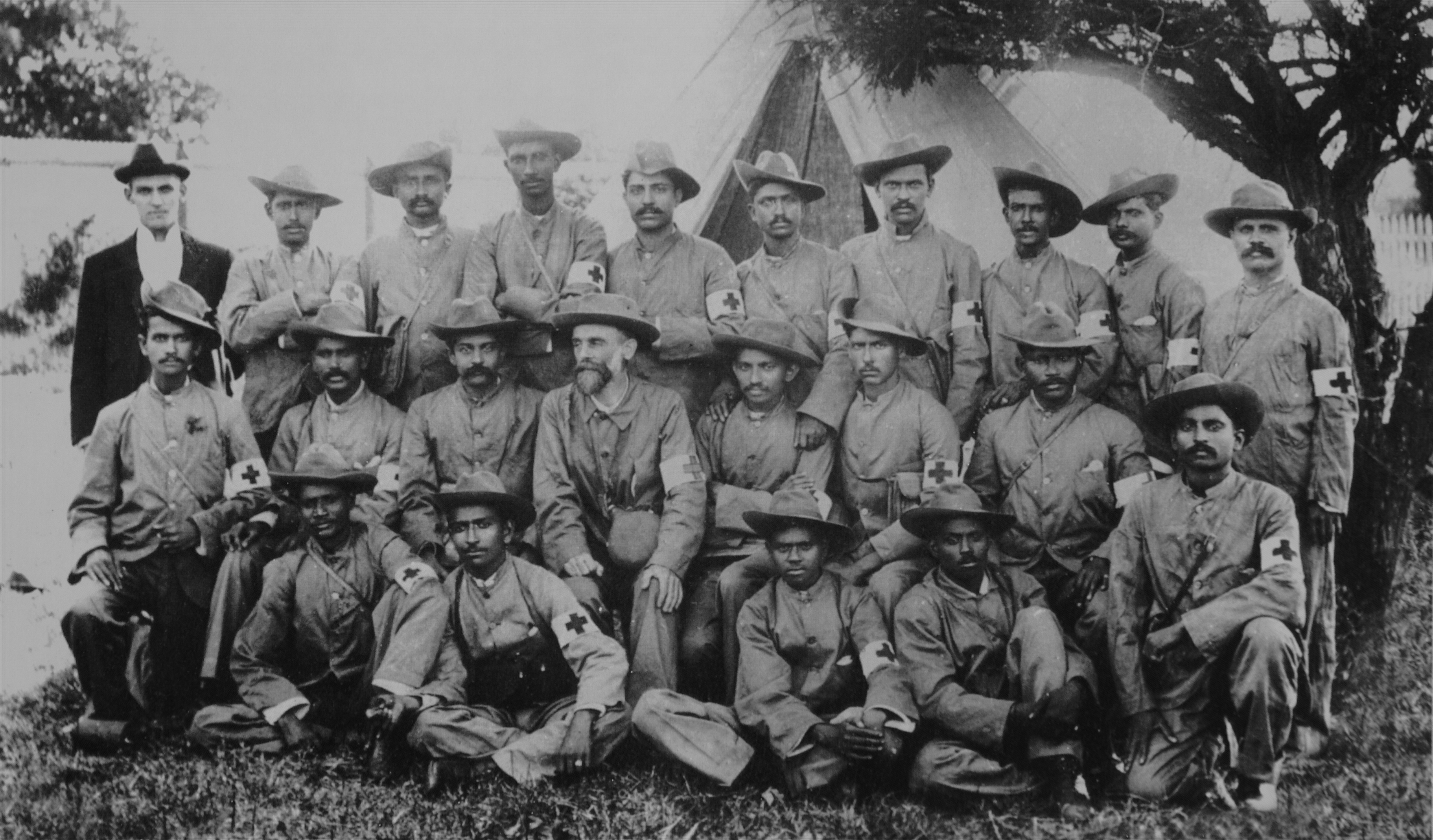
گاندی به همراه گروه امداد آمبولانس هندی در طول جنگ بوئر.

در سال ۱۹۰۶ میلادی، دولت ترانسوال قانون جدیدی وضع گردید که جمعیت هندی و چینی در مستعمرات را ملزم به ثبت هویت خود می‌کرد. در یک دیدار اعتراض جمعی که در ۱۱ سپتامبر همان سال در ژوهانسبورگ برگزار شد، گاندی برای اولین بار روش در حال تکامل ساتیاگراها (ارادت به حقیقت) یا اعتراض بدون خشونت را پیاده‌سازی کرد. گاندی از هندوها خواست که از قانون جدید سرپیچی کنند و مجازات این عمل را متحمل شوند. عقاید گاندی در مورد اعتراضات، بر پایه مهارت‌های اقناعی و روابط عمومی بنا نهاده شده‌است. او اینها را در سال ۱۹۱۵ میلادی به هند برد.

## تلاش برای استقلال
گاندی برای وحدت میان مسلمانان و هندوهای کشورش یک ماه روزه گرفت و در رژهٔ نمک از ۱۲ مارس تا ۶ آوریل ۱۹۳۰ به همراه چند صد هزار نفر هندی ۴۰۰ کیلومتر از احمدآباد تا ساحل داندی راه پیمود تا از آب دریا نمک بگیرد و با این عمل قانون مالیات نمک را بی‌اعتبار کرد. این مبارزه با دعوت هندی‌ها برای تحریم کالاهای انگلیسی بود و با بازتاب جهانی روبرو شد و نهایتاً انگلیسی‌ها مجبور به مذاکره شدند. هندی‌ها با کمک گاندی در سال ۱۹۴۷ توانستند استقلال کشورشان را به دست آورند.
وظایف شخص نسبت به خود، به خانواده، به وطن و به جهان از یکدیگر جدا و مستقل نیستند. نمی‌توان با زیان رساندن به خود یا خانوادهٔ خود به وطن خویش خدمت کرد. به همین قرار نمی‌توان با زیان رساندن به جهان نیز به وطن خود خدمت کرد.

## حقیقت
گاندی زندگی خویش را وقف آشکار ساختن حقیقت یا ساتیا کرد. او تلاش می‌کرد با یادگیری و درس گرفتن از اشتباهات خود و عملکرد خود به حقیقت دست یابد. وی شرح حال زندگی خویش را تحت عنوان «ماجرای تجربیات من با کشف حقیقت» نوشته‌است.
گاندی اعلام کرد که مهم‌ترین نبرد او تلاشی بود که برای شکست شیاطین درونی ترس‌ها و ناامنی‌های خود به عمل آورده‌است. گاندی خلاصه‌ای از اعتقادات خویش را درقالب «خداوند حقیقت است» مطرح نمود و بعدها دیدگاه‌های خویش را اصلاح کرد و بیان داشت که «حقیقت خداوند است». او فلسفه وجودی دین را در حقیقت و عشق و رمز موفقیت را در زدودن رفتارهای نادرست در هر دین و آیین می‌بیند و بر این نکته تأکید دارد که با محبت و عدم خشونت باید در پی اصلاح اجتماعی بود؛ لذا همواره تأکید می‌کرد تا راه بدون خشونت سبب تسلیم افراد صاحب قدرت در مقابل قدرتمندتر از خود نشود، باید این راه را برگزید اما اگر با خشونت بتوانند مقابل این وضعیت بایستند و تنها راه احقاق حق خشونت باشد بی هیچ تأملی باید سلاح برداشت، من هرگز نمی‌پسندم که افراد شجاع بخاطر رعایت اصل عدم خشونت دربرابر نفوذ نیروهای ترسوی بد شاه فان تسلیم شوند و از آن‌ها بترسند که مبادا خشونت ایجاد گردد. شجاعت فقط در خوب تیراندازی کردن خلاصه نمی‌شود بلکه جلوگیری از مرگ و آماده سینه سپر کردن دربرابر گلوله دشمن هر دو از ابعاد شجاعت هستند. در واقع در مکتب گاندی، خشونت پرهیزی نشانه شجاعت و شهامت است.

## عدم خشونت
مفهوم عدم خشونت (آهیما) و عدم مقاومت در تفکر مذهبی هندی تاریخی کهن دارد و در مضامین مذهبی هندو بودایی، جین، یهود و مسیحی و زرتشتی به کرات دیده می‌شود. گاندی درشرح فلسفه و شیوه زندگی خود در خود بیوگرافی‌نویسی اش چنین آورده:
«وقتی ناامید می‌شوم بخاطر می‌آورم که در طول تاریخ راه حق و عشق همواره پیروز بوده‌است حکمرانان و قاتلان در برهه‌ای شکست‌ناپذیر جلوه می‌کنند ولی در نهایت همه آن‌ها سقوط کرده‌اند - همیشه به این واقعیت فکر کنید.»
«چه فرقی می‌کند که مرگ و بی خانمانی و بی سرپرستی ریشه در حکومت‌های استبدادی داشته باشد یا با نام مقدس آزادی و دموکراسی ایجاد گردد؟»
«ضربه در برابر ضربه و چشم در برابر چشم دنیا را کور می‌سازد.»
«من بنا به دلایل زیادی آماده مردن شده‌ام و نه برای کشتن.»
گاندی در اجرای اصول مورد نظر خود هرگز از مسیر منطق خارج نشد. در سال ۱۹۴۰ که حمله آلمان نازی به جزایر بریتانیایی اجتناب ناپذیر به نظر می‌رسید گاندی خطاب به مردم بریتانیا پیامی تحت عنوان عدم خشونت در جنگ و صلح چنین گفت:
«دوست دارم اسلحه را زمین بگذارید چرا که کمکی برای حفظ جان و انسانیت شما نمی‌کند. با سلاح برداشتن و وارد جنگ شدن هیتلر و موسولینی‌ها را دعوت می‌کنید تا وارد کشور شما شوند و داشته‌هایتان را به یغما ببرند. اگر این آقایان محترم تصمیم بگیرند کشورتان را اشغال نمایند آن‌ها را پس می‌زنید. اگر شما را در بیطرفی خود رها نکردند آنگاه زن و مرد و کودک از خاک خود دفاع خواهید کرد و اجازه نخواهید داد به اهداف خود برسند.»
حتی در ۱۹۴۶ به لوئیس فیشر حسب حال‌نویس گفت:
«یهودیان خود را به چاقوی قصاب سپرده‌اند آنان باید خود را از فراز صخره‌ها به دریا پرتاب کنند.»
اما گاندی می‌دانست که عدم توسل به خشونت مستلزم اعتقادی راسخ و شهامتی باورنکردنی است که البته می‌دانست در همگان وجود ندارد لذا سعی می‌کرد به همه تفهیم کند که لازم نیست همه دست از خشونت بردارند به ویژه اگر خشونت در مقابل ترس باشد:
«گاندی نمی‌خواست ایجاد ترس از سلاح برداشتن یا ترس از احساس ناتوانی مقابله و مقاومت را در جنبش ساتیاگراها مشاهده کند؛ لذا در نوشته‌هایش آورده: قویا معتقدم هرجا بین خشونت و ترس گرفتار شدیم باید خشونت را بپذیریم.»

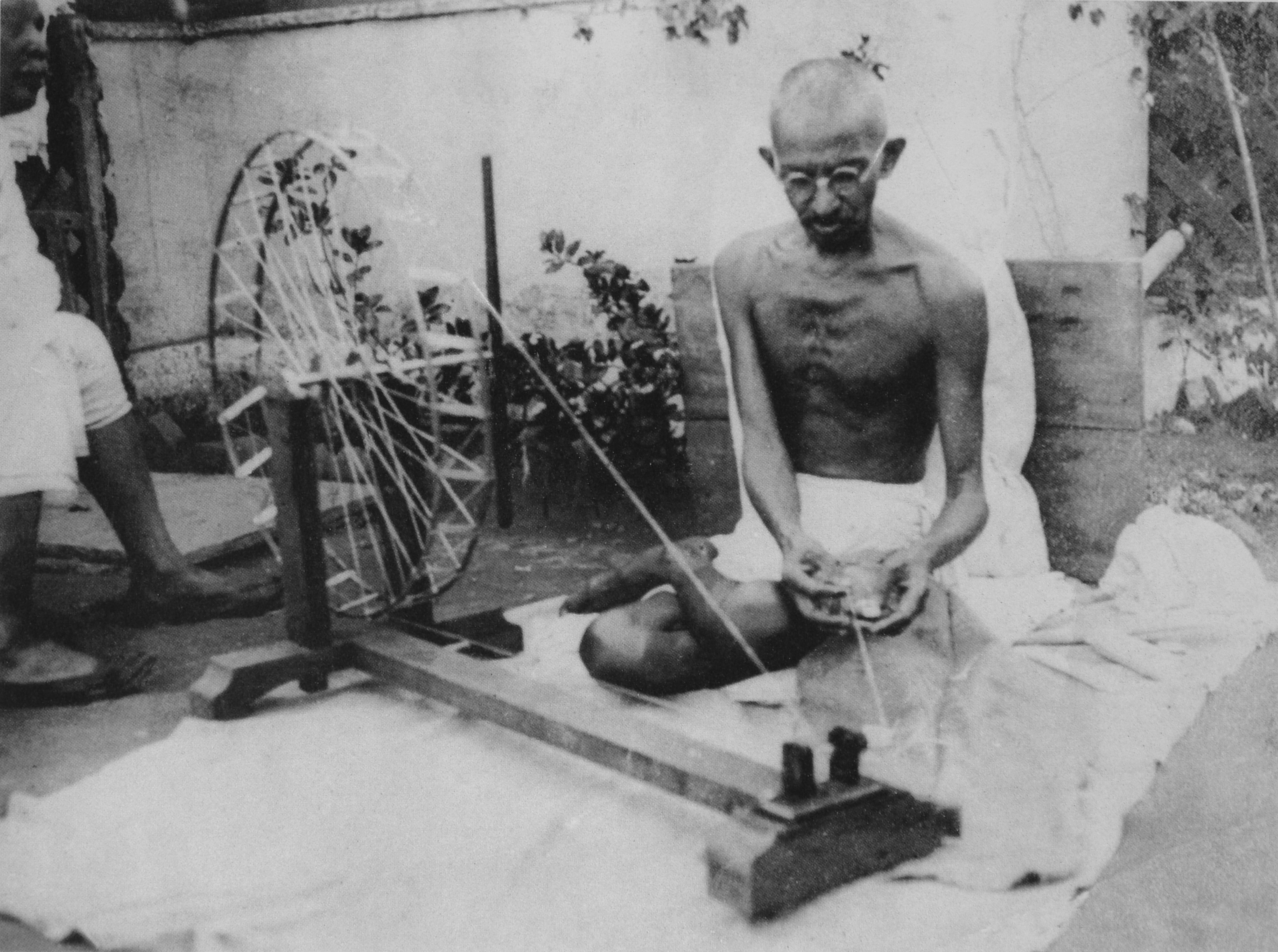
دهه ۱۹۲۰ میلادی

"درهر جلسه‌ای تأکید می‌کنم که تا راه بدون خشونت سبب تسلیم افراد صاحب قدرت در مقابل قدرتمندتر از خود نشود باید این راه را برگزید اما اگر با خشونت بتوانند مقابل این وضعیت بایستند و تنها راه احقاق حق خشونت باشد بی هیچ تأملی باید سلاح برداشت من هرگز نمی‌پسندم که افراد شجاع بخاطر رعایت اصل عدم خشونت دربرابر نفوذ نیروهای ترسوی بد شاه فان تسلیم شوند و از آن‌ها بترسند که مبادا خشونت ایجاد گردد. شجاعت فقط در خوب تیراندازی کردن خلاصه نمی‌شود بلکه جلوگیری از مرگ و آماده سینه سپر کردن در برابر گلوله دشمن هر دو از ابعاد شجاعت هستند.

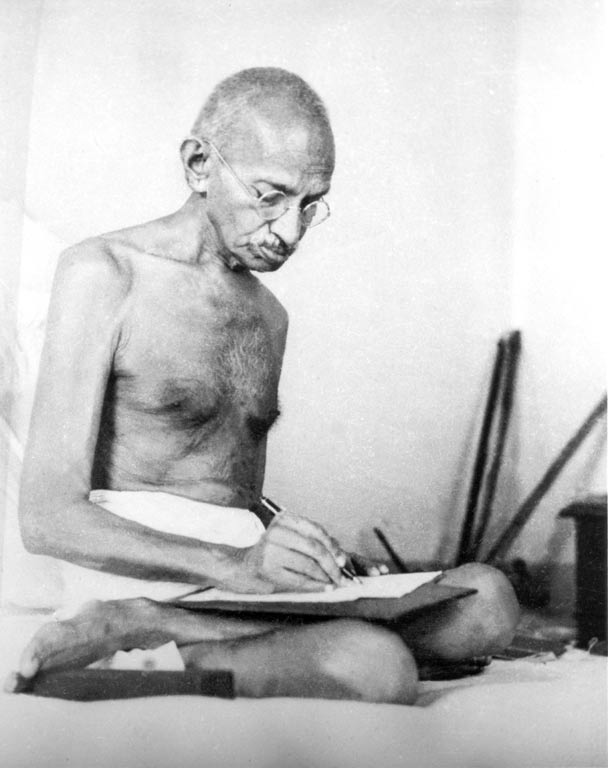
گاندی در۱۹۴۲ میلادی، سالی که جنبش هندوستان ترک کنید را راه اندازی کرد

## گیاه‌خواری
گاندی در دوران کودکی گوشت خوردن را تجربه کرد. چرا که اولاً فردی کنجکاو بود و ثانیاً دوست صمیمی وی شیخ مهتاب او را به خوردن گوشت ترغیب می‌کرد. ایده گیاهخواری و نخوردن گوشت ریشه‌های عمیقی در آداب و سنن هندوها و جائین‌ها درهند و سرزمین مادری هند یعنی گجرات دارد به‌طوری‌که بسیاری از هندوها گوشت نمی‌خوردند و خام خوار بودند و خانواده گاندی هم مستثنی نبود. گاندی پیش از رفتن به لندن برای ادامه تحصیل به مادرش، پوتلی بایی، و عمویش، بچارجی سوامی، قول داد که در لندن لب به گوشت نزند، الکل مصرف نکند و درگیر بی بند وباری جنسی نشود. او به امساک خویش پایبند ماند و به جای تلاش برای تعیین نوع خوراک به ارائه فلسفه‌ای همت گماشت که در طول زندگی آن را مبنای امور خود قرار دهد. وقتی به سن میانسالی رسید یک خام خوار تمام عیار بود. وی مقاله‌ای در این مورد نوشت که بخش‌هایی از آن در نشریه انجمن خام خواران لندن به نام گیاهخواری منتشر شد. در این ایام، افراد صاحب نظر زیادی به او الهام دادند و حتی با رئیس انجمن خام خواران لندن دکتر ژوسیا اولد فیلد دوست شد.
مهانداس جوان همچنین با مطالعه کتاب هنری استفن سالت با رهبر پیشگام گیاه‌خواری دیدار کرد و با او همراه شد. گاندی زمان زیادی از حضور خود در لندن را صرف ترویج گیاهخواری کرد. از نظر وی تغذیه گیاهی نه تنها نیازهای بدن را تأمین می‌کرد بلکه در مقایسه با مصرف گوشت مقرون به صرفه هم بود. کما اینکه امروزه نیز گوشت در مقایسه با میوه‌جات، حبوبات و سایر گیاهان گرانتر است. همچنین بسیاری از هندی‌های وقت که با کمی درآمد دست به گریبان بودند خام خواری را نه یک سنت روحانی صرف بلکه یک رویه عملی و مناسب می‌انگاشتند.
او در مدت‌های طولانی روزه می‌گرفت و از آن به عنوان یک ابزار مبارزاتی استفاده می‌کرد. با اعتصاب غذا آنقدر به مخالفان فشار می‌آورد تا خواسته‌های او را تأمین کنند. درخود بیوگرافی وی اشاره کرده‌است؛ که خام خواری سرآغاز پایبندی جدی وی به آیین برهمایی بوده بدون کنترل جامعی بر نوع خوراک، وی در گام برداشتن در مسیر آئین برهما به شکست می‌رسید.

## زبان بین‌المللی اسپرانتو و انگلیسی
از آنجا که وطن گاندی، کشوری پرزبان بود و وی برای ادامهٔ تحصیل، و سپس مبارزات خود، به خارج از کشور نیز رفت، میزان آگاهی او از مشکل زبان بین‌المللی بسیار بالا بود. گفته‌ها و اظهارنظرهای او در این زمینه بسیار جالب و خواندنی است. در اینجا به اختصار نظرات او در مورد زبان فراساختهٔ اسپرانتو و زبان انگلیسی آورده می‌شود:

من طرف‌دار یک تقویم واحد برای تمام دنیا، یک واحد پول مشترک برای تمامیِ کشورها و یک زبان کمکیِ جهانی مانند اسپرانتو برای همهٔ مردم جهان هستم.

وی در سخنرانی خود در روز ۶ فوریهٔ ۱۹۱۶ در «دانشگاه هندوی بنارس» در مورد اوقات گران‌بهایی از زندگی جوانان که به‌منظور فراگیری زبان انگلیسی به هدر می‌رود، گفته‌است:

آیا انسانی هست که رؤیایش این باشد که زبان انگلیسی، زبان ملی هندوستان شود؟ (فریادهای «هرگز، هرگز» حاضرین)... حتی اگر شده برای یک لحظه، تصور کنید که جوانان ما باید وارد چه رقابت نابرابری در مقابل هر یک از جوانان انگلیسی شوند. من این سعادت را داشتم تا با چند تن از استادان دانشگاهی (شهر) پونه به‌طور خودمانی گپ بزنم. ایشان به من اظهار کردند که هر جوان هندی، (فقط) به‌خاطر این‌که دانش‌اش را از طریق زبان انگلیسی کسب کرده‌است، حداقل شش سال باارزش از زندگی خود را از دست داده‌است. این عدد را در تعداد دانش‌جویانی که از مدارس و کالج‌های ما بیرون می‌آیند ضرب کنید، و خودتان ببینید که ملت (ما) تا کنون چند هزار سال را از دست داده‌است. یک اتهامی که به ما می‌زنند این است که ما نوآوری و بدعت نداریم. چطور می‌توانیم نوآوری داشته باشیم، اگر باید این سال‌های باارزش زندگی‌مان را به تسلط یافتن به زبانی بیگانه اختصاص دهیم؟ (تازه) در این سعی‌مان هم شکست می‌خوریم…

## آیین برهما
گاندی در سن ۳۶ سالگی از روابط جنسی کلاً دست برداشت و در حالی‌که زن داشت از نزدیکی با وی امساک کرد. این ایده به شدت متأثر از فلسفه برهمایی و آیین روحی و عملی پاکسازی درونی بود که عمدتاً نیز با پرهیز جنسی همراه بود. گاندی آیین برهمایی را ابزاری برای نزدیکی به خداوند و شرط اولیه خودشناسی می‌انگاشت درشرح حال او اشاره شد که کوشش زیادی برای مبارزه با شهوات وغیرت داشته که مورد اخیر از غیرت به عروس دوران کودکی(کاستوربا) دروی شکل گرفته بود. او امساک جنسی را یک الزام مشخص می‌انگاشت و آن را ابزاری برای عشق ورزیدن ونه شهوت رانی می‌دانست. از دید گاندی آیین برهما به منزله کنترل حواس از طریق تفکر، کلام و عمل بود.

## ساده زیستی

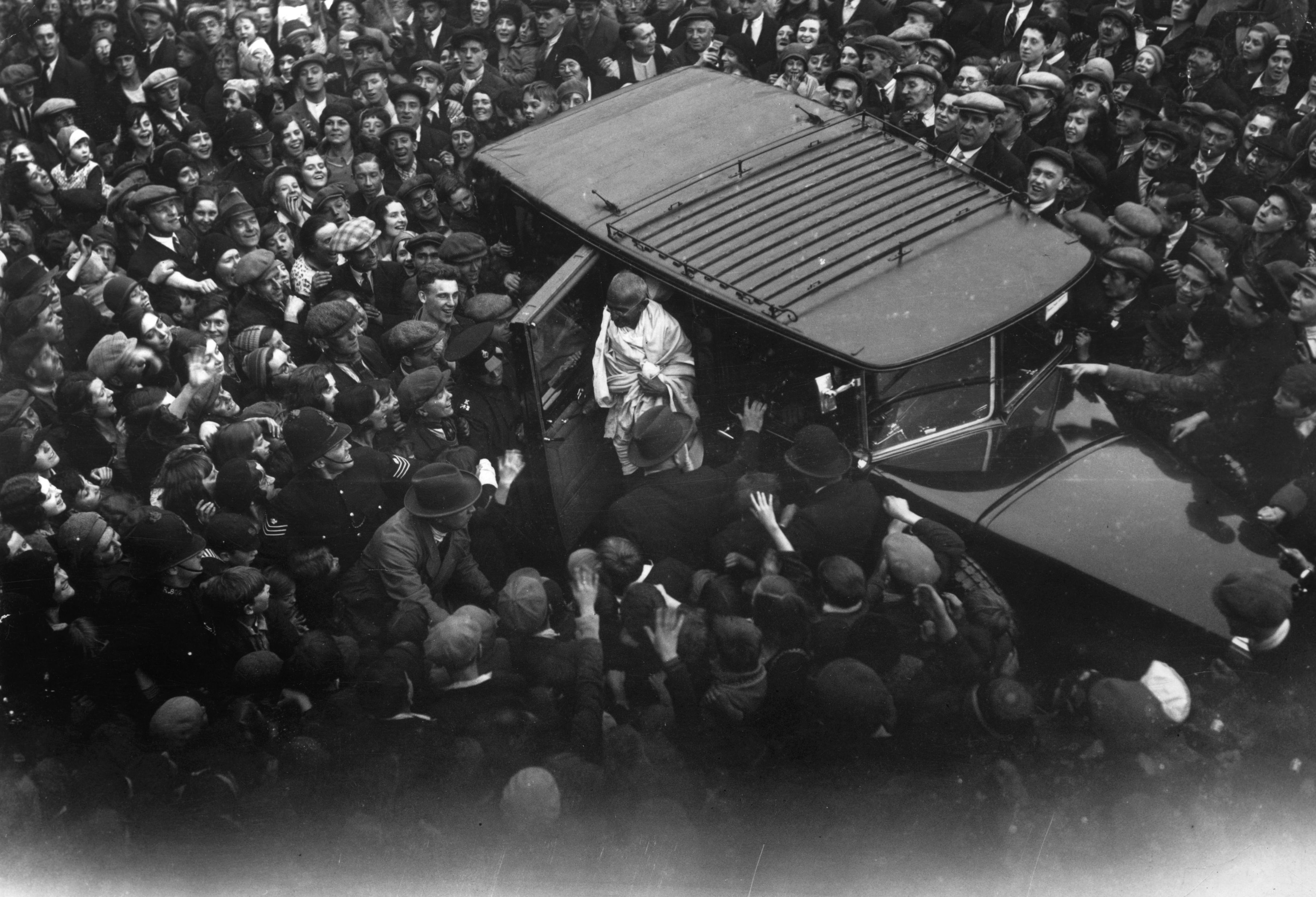
گاندی در میان استقبال مردم لندن ۱۹۳۱ میلادی

گاندی مجدانه بر این باور پافشاری می‌کرد که فردی که به جامعه خدمت می‌کند باید زندگی ساده‌ای داشته باشد و این ساده‌زیستی را در آیین برهمایی جاری می‌انگاشت. او با رد زندگی به شیوه غربی روند ساده‌زیستی را در آفریقای جنوبی در پیش گرفت و از آن به‌عنوان تلاش برای رسیدن به نقطهٔ صفر یاد می‌کرد و بدین ترتیب هم در هزینه‌های غیرضروری صرفه‌جویی می‌کرد و هم ساده‌زیستی را دنبال می‌نمود. او حتی لباس‌هایش را خودش می‌شست. در یک مورد او هدایایی را که به خاطر خدماتش به جامعه به وی اهدا شده بود، باز پس داد.
گاندی در هر هفته یک روز را روزه سکوت سپری می‌کرد. امتناع از حرف زدن را مایه آرامش درونی می‌انگاشت این آموزه را هم از آیین برهما واصل موناشافتی یعنی سکوت و آرامش داشت. در این ایام سکوت با نوشتن بر روی کاغذ با دیگران ارتباط برقرار می‌ساخت. گاندی از سن ۳۷ سالگی به مدت سه سال و نیم از خواندن روزنامه‌ها خودداری نمود واظهار می‌داشت وضعیت نابهنجار جهان وامور جهانی آرامش درونی او را بهم می‌ریزد. او در بازگشت به هند و اشتغال به شغل حقوقی از پوشش غربی دست برداشت اگر چه نشان از ثروت و موفقیت داشت. او لباسی برتن کرد که مورد قبول فقیرترین افراد در هند بود و از پارچه تولیدی داخل موسوم به خادی استفاده می‌نمود. گاندی و پیروانش پارچه لباسهایشان را از نخی که خود می‌رشتند تهیه می‌کردند ودیگران را نیز به این کار تشویق می‌نمودند. درحالی که اکثر کارگران هندی بیکار بودند لباس‌های مورد نیازشان را از تولیدی‌های صنعتی تحت تملک انگلیسی‌ها خریداری می‌نمودند.
گاندی معتقد بود چنان‌که هندیها لباسهای خود را خودشان با چرخ نخ ریسی بدوزند بهتر از اینست که از پارچه فاستونی انگلیسی باشد و با اینکار ضربه اقتصادی سنگینی بر پیکره استعمارگران انگلیسی درهند وارد خواهند آورد. متعاقباً علامت چرخ نخ ریسی بر روی پرچم کنگره ملی هند نقش بست. وی برای نشان دادن ساده زیستی درسراسر زندگی خود فقط یک دست هوتی می‌پوشید.

## ایمان

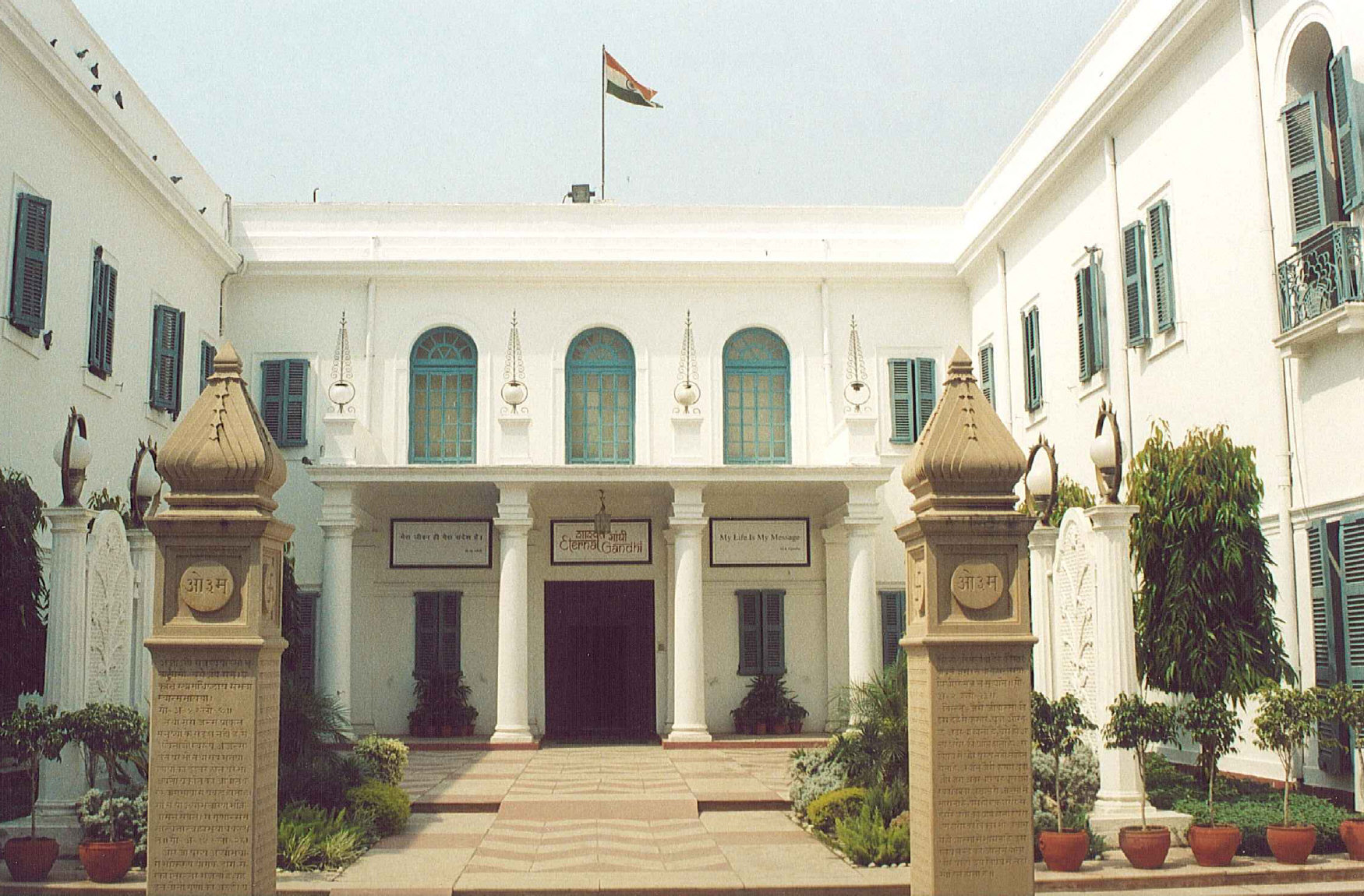
گاندی سمریتی (خانه‌ای که گاندی ۴ ماه پایانی زندگی خود را در آن گذراند اکنون به یک یادمان در دهلی نو مبدل شده‌است)

گاندی یک هندو بود و تمام عمر بر این آیین استوار ماند و بسیاری از اصول خویش را از هندو اقتباس نمود. به عنوان یک هندوی عامی معتقد بود همه ادیان برابرند و در برابر تلاش‌هایی که برای تغییر دین وی به عمل آمد مقاومت نشان داد؛ او شدیداً به خدا اعتقاد داشت و لذا به مطالعه تمام ادیان کوشش ورزید. در مورد هندوئیسم چنین می‌گوید:
«تا آنجا که به من مربوط می‌شود هندوئیسم روح مرا ارضا می‌کند و وجود مرا سیراب می‌نماید. هرگاه تردید و ناامیدی درمن قوت می‌گیرد و هیچ پرتو امیدی را در افق پیش روی خود مشاهده نمی‌کنم به باگاوادگیتا رجوع می‌کنم و سطری از آن را پیدا می‌کنم که به من آرامش دهد. بلافاصله لبخند بر لبانم نقش می‌بندد و اندوه وغم را به فراموشی می‌سپارم. زندگی من مملو از تراژدی بود واگر تعالیم این کتاب نبود شاید خیلی زود از پا می‌افتادم.»
گاندی معتقد بود که اساس و شالوده هر دین را حقیقت وعشق تشکیل می‌دهد (محبت، عدم خشونت یا همان ترکیب حکم طلایی) او هرگونه تعصب کور و گم بودن رفتارهای نادرست در هر دین و آیینی را زیرسوال می‌برد و به طرز خستگی ناپذیری در پی اصلاح اجتماعی برمی‌آمد. برخی از اظهار نظرهای وی در مورد ادیان مختلف به شرح زیر مطرح شده‌اند:
«لذا اگر می‌توانستم مسیحیت را بپذیرم و آن را بزرگ‌ترین و کامل‌ترین دین قبول کنم قطعاً هندوئیسم را آنطور که الان هستم قبول نمی‌داشتم. من اشکالات و نواقص هندو را می‌شناسم. اگر نجاست در هندو بوده قطعاً به گوشت خام مربوط می‌شده نه گوشت پخته. نمی‌توانم سرمنشا اختلاف ادیان را درک کنم معنی اینکه چنین چیزی در قالب وداس یا کلام خدا مطرح می‌شود چیست؟ اگر چیزی از جانب خداوند الهام شود پس چرا در مورد قرآن و انجیل باید تردید کرد؟ دوستان مسیحی من سعی کردند مرا به مسیحیت سوق دهند و همین‌طور دوستان مسلمان من. عبدالله شیت به شدت مرا به مطالعه اسلام ترغیب می‌کرد البته همیشه درمورد زیبایی دین اسلام حرفهایی برای گفتن داشت.»
«به محض اینکه از مسیر اخلاق منحرف شویم دیگر شخصیت دینی نخواهیم داشت. در دین چیزی وجود ندارد که از چارچوب اخلاق خارج باشد؛ مثلاً انسان نمی‌تواند دروغگو و بیرحم باشد و در عین حال مدعی شود خدا را دردرون خویش احساس می‌کند.»
او بعدها که با سؤال آیا یک هندو بودی مواجه شد جواب داد:
آری؛ من یک هندو هستم. همچنین یک مسیحی، یک مسلمان، یک بودایی و یک یهودی، نیز می‌باشم.
گاندی برخلاف خود آن‌ها که با یکدیگر درتضاد بودند دستورهای این ادیان را همسو و یکسان می‌دانست. البته درمباحث مطروحه دو تفاوت بارز فلسفی بین دوگروه بزرگ هندی در آن عصر را شرح داده‌است. در۱۵ ژانویه ۱۹۳۴ زلزله مهیبی بیهار را لرزانید و خسارات و تلفات سنگینی برجای گذاشت. گاندی این حادثه‌ها را نتیجه گناه افراد رده بالای هندو می‌دانست چرا که معتقد بود خوراکی‌های غیرمجاز نجس را به معابدشان برده‌اند. گاندی به ترویج پرهیز از نجاست گوشت کوشش زیادی داشت و افراد پای بند به این امساک را مردم کریشنا می‌نامید. اما تاگور با این موضع گاندی مخالف بود و می‌گفت زمین لرزه تنها منشأ طبیعی دارد و نه اخلاقی اما سوء رفتار در معابد هندو را نیز نفی می‌کرد.

## ترور

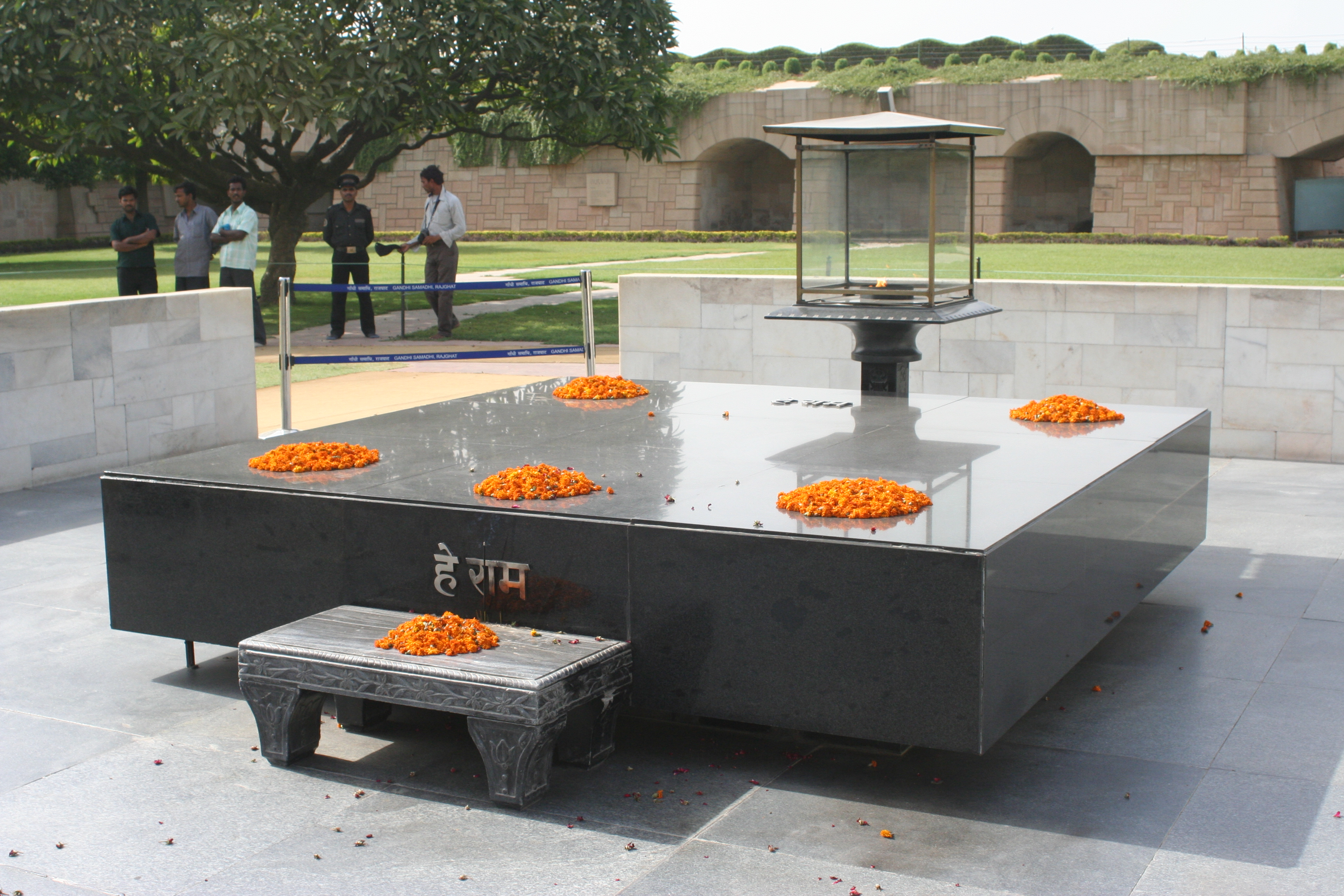
مقبرهٔ گاندی

گاندی چندین بار هدف سو قصد قرار گرفت که آخرین مورد آن موفق بود. در ۳۰ ژانویهٔ ۱۹۴۸ ناتورام قادسی با شلیک سه گلوله به قفسه سینه، وی را که در سن هفتاد و نه سالگی و در میان جمعیت عازم محل عبادت بود، از پای درآورد.
خبر مرگ گاندی دنیا را متعجب و متأثر کرد. آسیایی‌ها مرگ کسی را که منادی استقلال آسیا بود باور نمی‌کردند. در لندن تمام شخصیت‌های بریتانیا پیام‌های تسلیتی روانه هند کردند. حتی چرچیل، دشمن دیرین گاندی هم پیامی به هند فرستاد. پاپ پیوس دوازدهم در تجلیل از گاندی اعلام کرد او «پیامبر صلح و دوست مسیحیت» بوده‌است. هری ترومن رئیس‌جمهور ایالات متحده در سخنانی گفت: «همه دنیا در عزای هند شریک است.» و نخست‌وزیر فرانسه ژرژ بیدو بیان کرد که «همه کسانی که به برادری انسان معتقدند، در مرگ گاندی عزادارند.» اما در سفارت هند در مسکو کسی برای ذکر تسلیت نیامد. برنارد شاو در تجلیلی کوتاه از گاندی نوشت: «قتل او نشان می‌دهد که خوب بودن چقدر خطرناک است.» بزرگ‌ترین رقیب سیاسی گاندی، محمدعلی جناح در پیام تسلیتی نوشت: «با مرگ جدل نتوان کرد. او یکی از بزرگ‌ترین مردان پرورده جامعه هندو بود.» در این میان جامعه هند، خود بزرگ‌ترین تجلیل‌ها از مهاتما را ترتیب دادند. روزنامه هندوستان استاندارد تنها یک پاراگراف با حروف سیاه درشت در میانه صفحه اولش که کادر سیاهی به دورش کشیده بود قرار داد و نوشت:
«گاندی جی به دست ملت خودش که بخاطر رستگاریشان زیست، کشته شد. این دومین تصلیب تاریخ دنیا، روز جمعه اتفاق افتاد _ همان روزی که مسیح در یکهزار و نهصد و پانزده سال پیش، به مرگ محکوم شد. پدر، ما را ببخش.»

## میراث

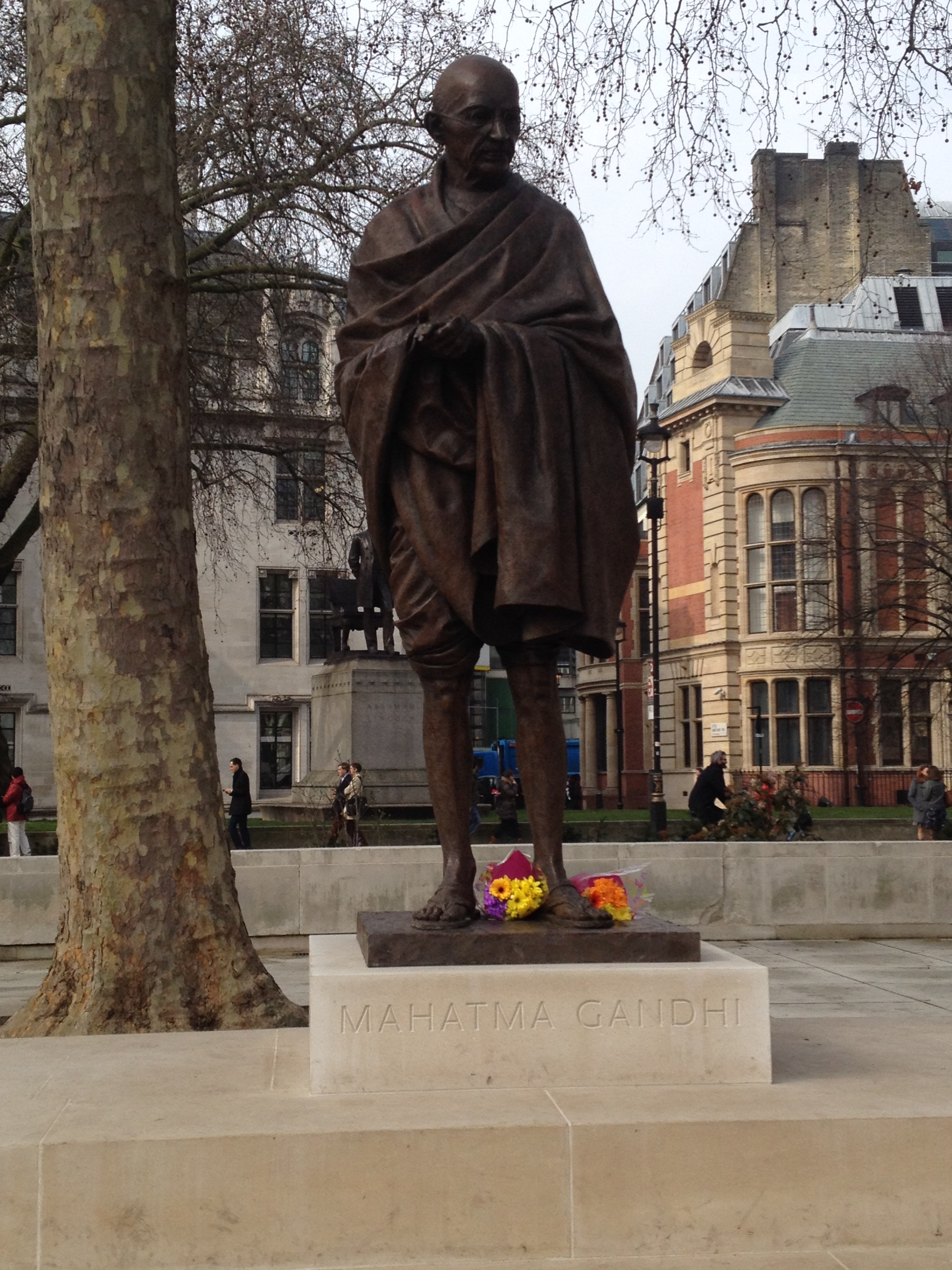
تندیس مهاتما گاندی، اولین مجسمه یک فرد هندی و تنها فرد بدون مقام سیاسی رسمی است که در میدان پارلمان لندن نصب شده‌است.

خیابان گاندی در تهران به افتخار مهاتما گاندی نام‌گذاری شده‌است.

### کتب به جا مانده از او
تعدادی از کتاب‌های به جا مانده از او؛ شامل:
- چرا ترس از مرگ و مویه بر آن؟
- خدا آن گونه که من می‌فهمم
- نیایش
- همه مردم برابرند[۳۲]